# Miłosz Wiatrowski-Bujacz
Miłosz Włodzimierz Wiatrowski-Bujacz (ur. 4 stycznia 1989) – polski ekonomista, historyk, publicysta, podcaster.

## Życiorys
Ukończył naukę w I Liceum Ogólnokształcącym im. Karola Marcinkowskiego w Poznaniu. W roku szkolnym 2007/2008 był laureatem olimpiady historycznej. Następnie ukończył studia w zakresie międzynarodowej polityki gospodarczej w Instytucie Nauk Politycznych w Paryżu, europejskie studia ekonomiczne ze specjalizacją z ekonomicznej analizy prawa unijnego w Kolegium Europejskim w Brugii oraz stosunki międzynarodowe i zarządzanie międzynarodowe na Uniwersytecie w St. Gallen. Pracował jako asystent akademicki w Kolegium Europejskim w Natolinie oraz jako konsultant w OECD w Paryżu, gdzie specjalizował się w polityce rozwoju i inwestycjach infrastrukturalnych. Był stażystą w Dyrekcji ds. Konkurencji Wydziału Pomocy Publicznej Komisji Europejskiej oraz w biurze Banku Światowego w Paryżu.
Jest doktorantem na Wydziale Historii Uniwersytetu Yale. W ramach pracy naukowej bada historię intelektualną neoliberalizmu w latach 80. XX w. w Europie, z naciskiem na jego rozpowszechnienie wśród środowiska związanego z NSZZ „Solidarność”, pod kierunkiem Timothy’ego Snydera i Marci Shore.
Z Martą Nowak współprowadzi podcast Gazety.pl „Co to będzie”. Na łamach aplikacji Empik Go tworzył autorski podcast „Między innymi”. Prowadził audycję „Status” dla Newonce.radio. Publikował na łamach m.in.: „Gazety Wyborczej”, „Polityki”, „Krytyki Politycznej” oraz portali Oko.press, Goethe-Institut i Archiwum Osiatyńskiego i New Eastern Europe.
Był redaktorem anglojęzycznego działu Gazety Wyborczej „News from Poland” oraz ekspertem jej think tanku „Future is Now – Przyszłość jest teraz”. Od 2024 redaktor oraz członek działu Nowe Trendy portalu Gazeta.pl. Współpracował z Polityką Insight oraz Instytutem In.europa, Polską Fundacją im. Roberta Schumana i Freedom House. Prowadzi na Instagramie konto milosz.miedzy.innymi, poświęcone polityce, gospodarce i społeczeństwie, mające 194 tys. obserwujących (wg danych na 2 listopada 2024).